# Silvares (Tondela)
Silvares is een plaats (freguesia) in de Portugese gemeente Tondela en telt 184 inwoners (2001).